# Wayne Allard

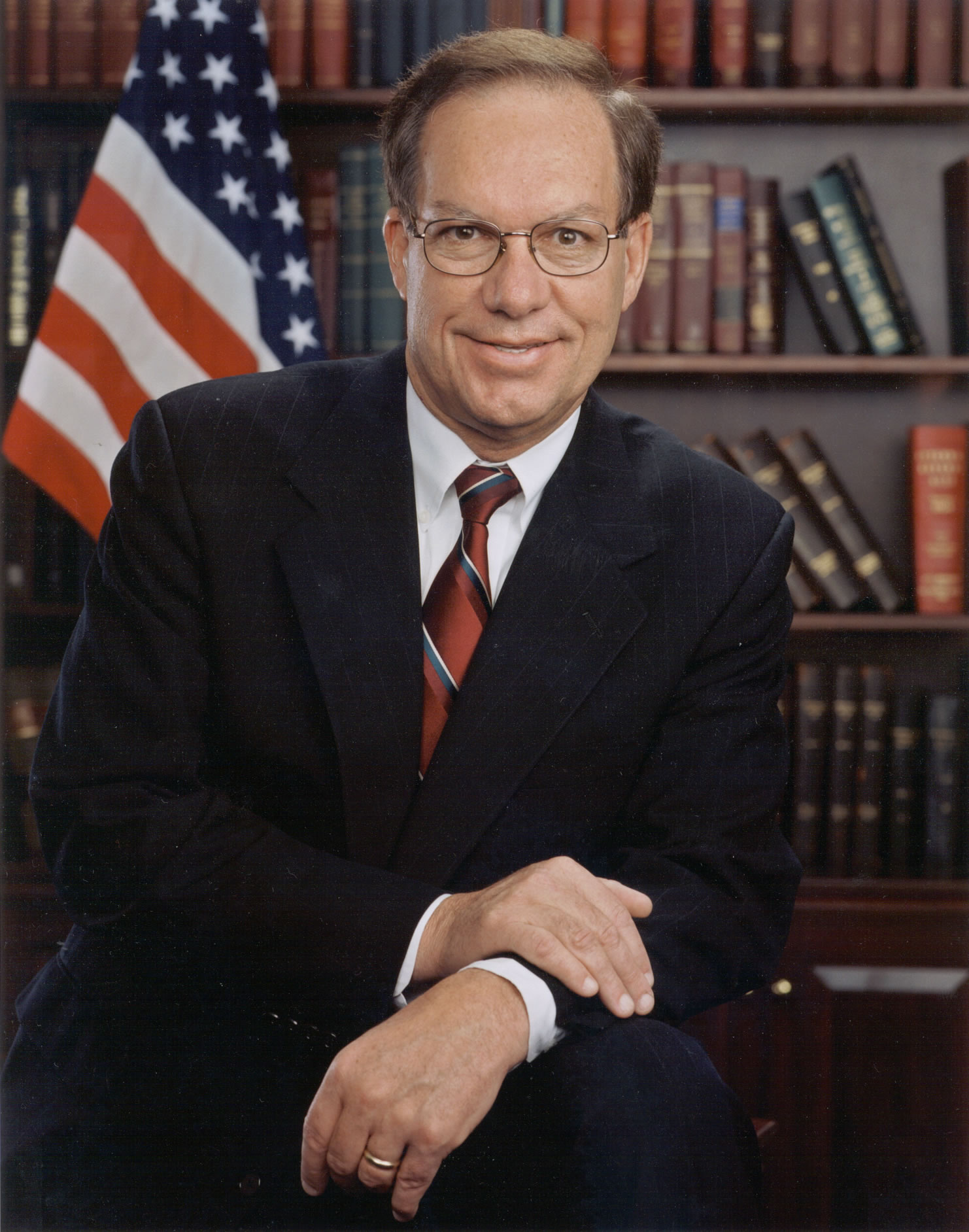
Wayne Allard

Alan Wayne Allard (* 2. Dezember 1943 in Fort Collins, Colorado) ist ein US-amerikanischer Politiker (Republikanische Partei), der den Bundesstaat Colorado in beiden Kammern des Kongresses vertrat.

## Leben
Allard studierte Tiermedizin an der Colorado State University und promovierte 1968. Von 1983 bis 1990 war er hauptberuflich als Tierarzt tätig und vertrat nebenbei zwei Countys, das Larimer County und das Weld County, im Senat von Colorado. Allard war dann von 1991 bis 1997 Mitglied des US-Repräsentantenhauses und wurde danach in den Senat der Vereinigten Staaten gewählt. Im Jahr 2002 erfolgte seine Wiederwahl, erneut war sein, wenn auch knapp, unterlegener Rivale der Demokrat Tom Strickland. Bei den Wahlen 2008 trat Allard nicht mehr an.
Im April 2006 zeichnete ihn das Time Magazine zusammen mit vier Kollegen mit dem wenig schmeichelhaften Titel „America's Five Worst Senators“ aus. Die Zeitschrift nannte ihn den „Unsichtbaren“ und einen der „am wenigsten einflussreichen Senatoren“. Man hielt ihm aber zugute, dass er bereit war, undankbare Aufgaben ohne Murren zu übernehmen; beispielsweise war er für die Überwachung der Arbeiten am neuen Besucherzentrum auf dem Capitol Hill zuständig. Positiv wurde auch vermerkt, dass er von seinem Büro nicht verbrauchte Geldmittel an den Staat zurückgab, eine unter Senatoren nicht selbstverständliche Praxis.
Im Januar 2008 gab Allard bekannt, keine Wiederwahl zum Senat mehr anzustreben. Der Republikaner Bob Schaffer bewarb sich um das Mandat, unterlag aber dem Demokraten Mark Udall, der am 3. Januar 2009 Allards Nachfolge antrat.